# Семеногорка
На 1859 год — Семеногорка (Семина Горка) владельческая деревня в 2-х верстах от Ирклиева (на Северо-восток), по правую сторону от тракта из м. Ирклиева в м. Горошин, при речке Ирклей. Число дворов в Семеногорке — 24, число жителей в деревне: мужского населения — 83; женского  — 91.
Семеногорка находилась в Ирклиевской волости в Золотоношском уезде в Полтавской губернии, Российской империи.
На 1869 год, 15 сентября, в Сементогорке численность населения составляла 176 крестьян.
На 1875 год Семеногорка относилась к 4-му медицинскому участку.
На 1878 год-1887 год Семеногорка относилась к 5-му медицинскому участку.
В Семеногорке, родовом имении Сементовских-Курилло, родились в начале XIX века писатели, этнографы: Сементовский Николай Максимович, Сементовский Александр Максимович и Сементовский Константин Максимович.
В 1851 году Сементовский Николай Максимович написал «Разлив Днепра в Золотоношском уезде». Автор сделал краткое географическое описание берегов Днепра вблизи деревни Семеногорка. Он описал разлив реки, лов и посол рыбы во время разлива (с чертежом распластанной рыбы).
Сейчас Семеногорка называется Червоногорка и входит состав Ирклиевского сельсовета Чернобаевского района, Черкасской области, Украины.